# 角叶藻苔
角叶藻苔（学名：Takakia ceratophylla）为藻苔科藻苔属下的一个种，分布于中国西藏、云南，印度锡金邦，尼泊尔及美国阿留申群岛等地，在中国属于国家二级保护野生植物。
此物種由威廉‧米頓 (William Mitten) 於1861年首次描述。 角叶藻苔很容易受到人類活動造成棲息地流失的威脅。

## 特征
角叶藻苔的植物体呈细毛状，彩色较深，密集丛生。无假根。叶3列，2列侧叶，1列腹叶，呈柱状或角形。孢蒴呈长椭圆形，成熟时纵裂瓣形，旋卷状；孢蒴具有很短的蒴柄和柔弱蒴轴。